# Jeruzalem (Amsterdam)

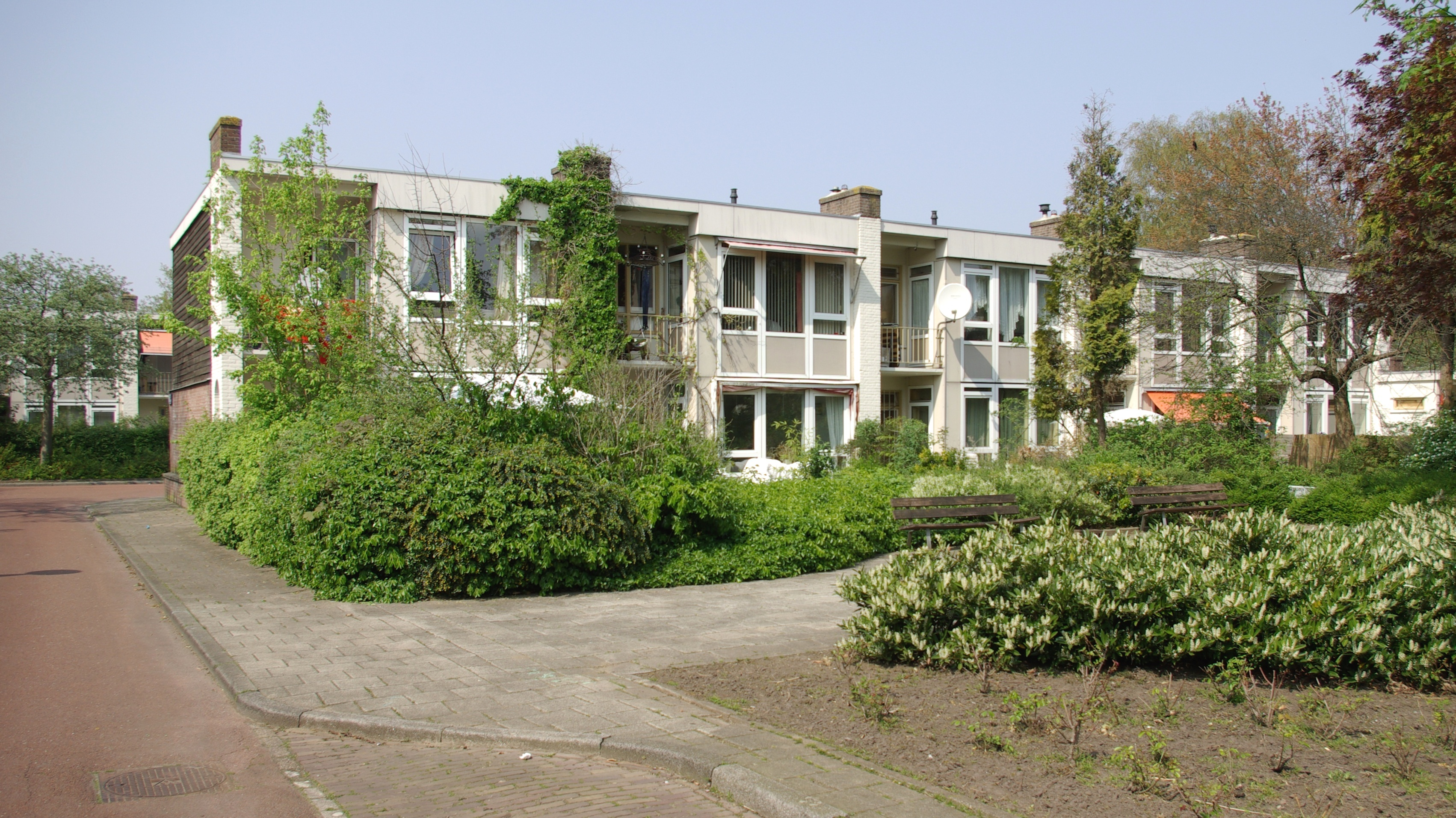
Tuindorp Frankendael / Jeruzalem, 2011.

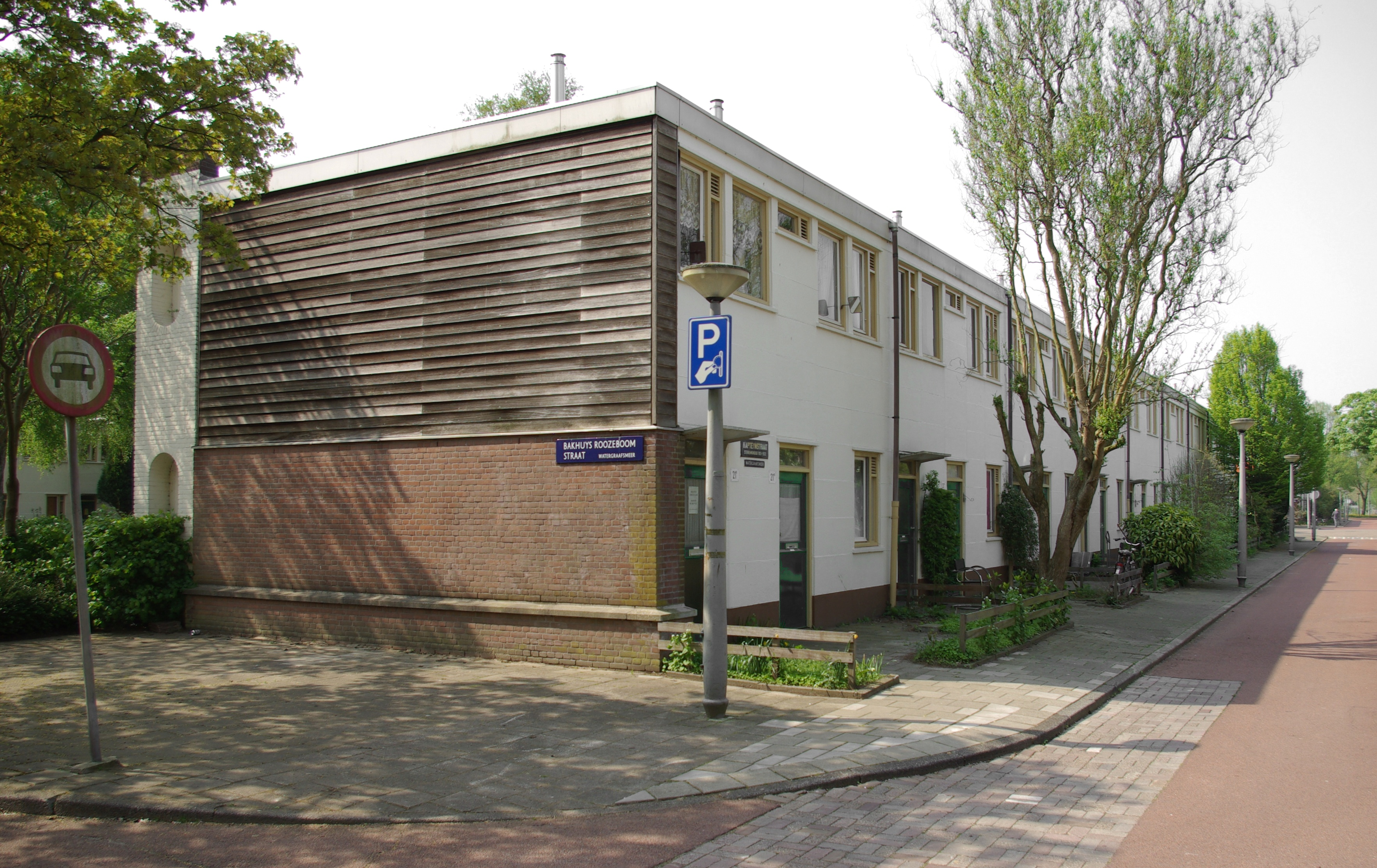
Tuindorp Frankendael / Jeruzalem, 2011.

Tuindorp Frankendael / Jeruzalem is een wijk in de Watergraafsmeer, in Amsterdam-Oost. Het wordt begrensd door de Middenweg, de Kruislaan, het talud van de Gooiseweg en de Hugo de Vrieslaan.
De naam van de wijk is ontleend aan het uiterlijk van de huizen, die met hun witte betonnen muren en platte daken enigszins aan Jeruzalem doen denken. De oorspronkelijke naam van deze buurt was Tuindorp Frankendael.

## Rijksmonument
De wijk en de woningen zijn ontworpen door de stedenbouwkundigen en architecten Cornelis van Eesteren, Ko Mulder, Benjamin Merkelbach, Charles Karsten, Piet Elling en Mart Stam. De woningen zijn gebouwd tussen 1950 en 1954. De hele wijk kreeg in 2010 de status van rijksmonument. Het was de eerste naoorlogse wijk die deze status kreeg. De wijk is in cultuurhistorisch opzicht interessant omdat de architectonische en stedenbouwkundige inzichten die hier in het klein werden toegepast, later werden gebruikt in de bouw van de veel omvangrijkere Westelijke Tuinsteden. Voorbeelden zijn de duplexwoningen, de hovenverkaveling, en de uit Engeland geïmporteerde Airey-systeembouw.

## Gehorig en klein
De duplexwoningen waren echter als tijdelijke maatregel bedoeld, gebouwd om de woningnood na de oorlog te verlichten. De woningen zijn gehorig en klein (de gemiddelde oppervlakte varieert van 30 m² voor een tweekamerwoning tot bijna 40 m² voor een driekamerwoning), en van relatief slechte woonkwaliteit. Inbraakcijfers zijn door de toegankelijke tuinen ook erg hoog in de wijk.

## Modernisering
In de jaren tachtig werd begonnen met plannen om de wijk te renoveren en moderniseren. Dit leidde tot niets, door verzet van bewoners, politieke verdeeldheid en onbetaalbare en tegenstrijdige eisen en wensen waar de woningcorporaties niet aan konden voldoen. De planvorming voor dit project werd in 2006 opnieuw opgestart. Na een maandenlang politiek-bestuurlijk traject hadden de drie betrokken partijen (het stadsdeel, woningcorporatie Rochdale en de Rijksdienst voor Archeologie, Cultuurlandschap en Monumenten (RACM)) in 2008 een plan opgesteld dat rekening hield met het monumentale karakter van de wijk, de financiële mogelijkheden van Rochdale en de politiek-bestuurlijke eisen van het stadsdeel. Het akkoord werd door de politiek en een meerderheid van de bewoners geaccepteerd.
In oktober 2010 maakte Rochdale bekend door tegenvallende economische ontwikkelingen voorlopig geen geld te hebben voor de uitvoering van het plan. Bewoners die zich al hadden ingesteld op (tijdelijk) andere huisvesting, kregen toch een andere woning aangeboden. In 2011 was de verwachting dat de start van de aanpak van de wijk nog minstens drie jaar op zich zou laten wachten. In de overbruggingsperiode verhuurt Rochdale de leegkomende woningen aan studenten.